# به مرگ ناگهانی خوش آمدید
به مرگ ناگهانی خوش آمدید (به انگلیسی: Welcome to Sudden Death) یک فیلم اکشن و رزمی آمریکایی محصول سال ۲۰۲۰ به کارگردانی دالاس جکسون با بازی مایکل جای وایت، گری اوون، مایکل اکلوند و ماریس کرامپ است.
این فیلم یک بازسازی از فیلم مرگ ناگهانی (فیلم ۱۹۹۵) با بازی ژان-کلود ون دام در نقش یک آتش‌نشان در حال نبرد با گروگانگیران در طول بازی هفتم فینال جام استنلی لیگ ملی هاکی است. مانند نسخه اصلی، این فیلم یک فیلم اکشن تک لوکیشن در قالب جان‌سخت است، با این تصور که داستان دزدی به موازات یک مسابقه ورزشی است و گاهی اوقات با آن تلاقی می‌کند. نسخه جدید اکشن را از هاکی روی یخ به محیط بسکتبال منتقل می‌کند و داستان فرعی ورزشی را به میزان قابل توجهی کاهش می‌دهد.
این فیلم توسط استودیو یونیورسال تحت عنوان یونیورسال ۱۴۴۰، با مشارکت نتفلیکس تولید شد. در ۲۹ سپتامبر ۲۰۲۰ برای اولین بار پخش شد.

## داستان
یک واحد کماندویی به رهبری آلفا (مایکل اکلوند) و دست راست بی‌رحمش امگا (مارس کرامپ) کنترل یک میدان ورزشی فینیکس (آریزونا) را در طول فصل افتتاحیه لیگ ملی بسکتبال خیالی به دست می‌گیرد و شهر زادگاه فالکونز را در مقابل نیویورک قرار می‌دهد. شوالیه ها آلفا یک ضدتروریسم رسوا است که نسبت به مالک عرصه و میلیاردر رسانه های جدید دایانا اسمارت (سابرین راک) کینه‌ای دارد، که تحقیقات در مورد سوء استفاده از قدرت واحد خود را تأمین مالی کرد. گارد امنیتی و کهنه سرباز سابق نیروهای ویژه ارتش ایالات متحده، جسی فریمن (مایکل جای وایت) با سرایدار صحنه، گاس (گری اوون) در تلاش برای متوقف کردن مهاجمان و نجات دخترش مارا (ناکای تاکاویرا)، که در کنار اسمارت گروگان گرفته شده است، تیمی تشکیل می‌دهند.

## تولید
به مرگ ناگهانی خوش آمدید در وینیپگ و سلکریک، منیتوبا، کانادا فیلمبرداری شد. فیلمبرداری اصلی در ۶ اوت آغاز شد و در ۴ سپتامبر ۲۰۱۹ به پایان رسید.

## بازخوردها
استقبال منتقدان از فیلم به طور کلی نامطلوب بود، و اکثر منتقدان از ظاهر و صدای عمومی آن ابراز تاسف کردند.